# José Williams
José Daniel Williams Zapata (Lima, 9 de novembro de 1951) é um político e general reformado do Exército peruano que atualmente atua como presidente do Congresso do Peru. Williams atualmente representa o eleitorado de Lima no Congresso peruano como membro do Avança País - Partido de Integração Social.
Em 1997, Williams liderou a Operação Chavín de Huántar, uma operação militar que encerrou com sucesso a crise dos reféns da embaixada japonesa. Ele serviu como Chefe do Comando Conjunto das Forças Armadas do Peru de 2005 a 2006.

## Carreira militar
Williams nasceu em Lima em 9 de novembro de 1951. Matriculou-se no Exército Peruano por meio da Escola Militar de Chorrillos.

### Massacre de Accomarca
Em 1985, o então coronel Williams estaria supostamente envolvido no massacre de Accomarca em Ayacucho, supostamente liderando duas das quatro patrulhas que participaram do "Plano Huancayoc" que resultou no massacre. Dois eventos judiciais em 2005 não encontraram evidências suficientes para condenar Williams de qualquer crime, embora os detalhes da reunião que introduziu o Plano Huancayoc não tenham sido revelados até 2012, quando o segundo-tenente Telmo Hurtado foi questionado. De acordo com Hurtado, que serviu sob Williams, o coronel deu ordens para "não dar conta por escrito das baixas terroristas em qualquer operação militar, mas verbalmente" na tentativa de "evitar reclamações dos familiares das vítimas". De acordo com o advogado Carlos Rivera Paz do IDL, isso não mostra o envolvimento de Williams no massacre, mas sim uma tentativa de encobrimento. Williams negou ter dado tais ordens e desde que o número de vítimas foi finalmente relatado e observado durante os julgamentos que investigam o massacre.

### Operação Chavín de Huántar
Williams liderou a Operação Chavín de Huántar em abril de 1997. Ele foi saudado como um herói nacional pelo resgate dos 72 reféns restantes do Movimento Revolucionário Túpac Amaru, encerrando efetivamente a crise dos reféns da embaixada japonesa. Esta missão foi um sucesso e é considerada uma das operações de resgate mais bem-sucedidas da história. De acordo com os reféns resgatados da embaixada, pelo menos um guerrilheiro foi preso e posteriormente baleado na cabeça, levantando preocupações de uma execução extrajudicial.

### Liderança em Piura
Em 2004, Williams serviu como chefe da Região Militar do Norte de Piura. Segundo Wayka, Williams supostamente colaborou com o Cartel de Tijuana na época, com documentos do WikiLeaks de 2010 da Embaixada dos Estados Unidos, Lima, ligando Williams ao capitão Jonathan Huacac, acusado de traficar 700 quilos de cocaína para o cartel. O La Primera relatou que Huacac daria festas noturnas com mariachis para proeminentes traficantes mexicanos no Cassino Militar de Piura, com tudo isso ocorrendo a apenas 100 metros de distância da casa de Williams. O capitão Hilario Rosales Sánchez, da Polícia Nacional do Peru, informou que existiam fotos ligando Williams e Huacac, embora nenhuma ação tenha sido tomada depois que as preocupações foram enviadas a Lima, segundo Rosales.

### Outras funções
Atingindo o posto de major-general, Williams foi nomeado Chefe do Comando Conjunto das Forças Armadas do Peru, servindo no cargo de 2005 a 2006. Ele se aposentou do Exército em dezembro de 2006.
Entre 2009 e 2011, Williams atuou como Diretor Acadêmico do Centro de Altos Estudos Nacionais (CAEN), onde obteve o título de mestre em estudos de defesa. Ele também atua como professor na Universidade São Inácio de Loiola desde 2018 e é professor na Escola Superior de Guerra desde 2020.

## Carreira política

### Eleição para o Congresso em 2021
Em 2020, Williams foi anunciado como parte da lista do Congresso do Avança País - Partido de Integração Social para as eleições gerais de 2021. Além disso, participou da campanha presidencial de Hernando de Soto como assessor de defesa e segurança da equipe técnica.
Durante a campanha presidencial, de Soto anunciou publicamente um Gabinete Sombra, no qual incluiu Williams como Ministro da Defesa Sombra.
Embora de Soto não tenha sido eleito para a presidência, Williams foi eleito para uma cadeira no Congresso peruano. Ele é atualmente o porta-voz parlamentar do partido, nomeado por de Soto.
Ao assumir sua cadeira no Congresso, Williams foi escolhido em 18 de agosto de 2021 como presidente do Comitê de Defesa do Congresso.

### Presidente do Congresso Peruano
Em 12 de setembro de 2022, Williams tornou-se líder da legislatura como presidente do Congresso após o impeachment e remoção da presidente do Congresso, Lady Camones, devido a gravações de áudio de suposta corrupção.
Em 7 de dezembro de 2022, o presidente do Congresso José Williams liderou o congresso no impeachment e destituição do presidente do Peru Pedro Castillo depois que Castillo tentou dissolver o congresso, formar um governo de emergência e convocar uma assembleia constituinte para redigir uma nova constituição. A primeira vice-presidente Dina Boluarte tornou-se a presidente do Peru. Como Boluarte não tinha primeiro vice-presidente ou segundo vice-presidente, José Williams tornou-se o primeiro na linha de sucessão depois do presidente Boluarte.

## Opinião pública
O Instituto de Estudos Peruanos (IEP) coletou pesquisas de opinião sobre Williams; em novembro de 2022, 68% dos entrevistados desaprovaram a Williams, com a taxa de desaprovação aumentando para 72% em janeiro de 2023.